# Zăluceni, Florești
Zăluceni este un sat din raionul Florești. Satul are o suprafață de circa 1,15 kilometri pătrați, cu un perimetru de 6,36 km. Este situat la o distanță de 36 km de orașul Florești și la 145 km de Chișinău.

## Istorie
Prima atestare documentară a satului Zăluceni datează din anul 1624, când Radu Mihnea voievod întărea hatmanului Miron Barnovschi satul Zaluceni din ținutul Sorocii:
„Din mila lui Dumnezeu, Io Radul Mihnea voievod, domn al Țării Moldova. Facem cunoscut cu aceasta carte a noastre tuturor celor care o vor vedea sau o vor auzi citindu-se, iată dăm și întărim credinciosului și cinstitului nostru boier, panului Miron Barnovschi, hatman și pârcălab de Suceava, patru sate, anume, Verbova și Verejani și Zalucenii și Nemirovul, ce sunt în ținutul Sorocii, din privilegii de danie și miluire și vislujenie de la Ștefan Toma voievod, pentru că acele sate mai înainte i-au fost lui drepte dedine și le-a luat de la dânsul Balica hatmanul cu sila, iar apoi le-a pierdut prin viclenie, când s-a ridicat împreuna cu Costantin voievod și cu multă armată leșească și cazaci, și au venit în țara domniei mele și împotriva sceptrului cinstitului împărat și mare război au făcut cu Ștefan voievod, pe râul Jijia, și atotmilostivul Dumnezeu i-a dat sub sabie.

Drept aceea, să fie și de la domnia mea acele sate mai sus scrise: Verbova și Verejani și Zalucenii și Nemirovul mai sus zisului boier Miron Barnovschi hatmanul și să-i fie lui și de la noi danie și miluire, uric și ocină cu tot venitul lui, copiilor lui, și nepoților lui, și strănepoților lui, și răstrănepoților, și la tot neamul lui, care i se va alege mai aproape, neclintit niciodată în vecii vecilor.

...

Iar pentru mai mare putere și întărire a tuturor celor mai sus scrise, am poruncit credinciosului și cinstitului nostru boier panului Dumitru Ștefan mare logofăt să scrie și pecetea noastră să o lege la aceasta adevărată carte a noastră.

A scris, la Iași, Dumitru pisarul în anul 7132 <1624> martie 24.”
În 1628 deja Miron Barnovschi voievod trimite pârcălabul de Soroca pentru a cerceta hotarele unor sate, printre care și Zăluceni. În 1646 satul Zăluceni din nou este amintit într-un document de hotărnicie de la Vasile Lupu voievod.

## Populația
Conform recensământului populației din 2004, populația satului constituia 935 de oameni, dintre care 50,37% - bărbați și 49,63% - femei. Structura etnică a populației în cadrul satului era următoarea: 98,18% - moldoveni/români,  0,86% - ucraineni, 0,64% - ruși, 0,11% - găgăuzi, 0,11% - bulgari, 0,11% - alte etnii.
În satul Zăluceni au fost înregistrate 330 de gospodării casnice la recensământul din anul 2004, iar mărimea medie a unei gospodării era de 2,8 persoane.

## Administrație și politică
Componența Consiliului local Zăluceni (9 consilieri), ales la 5 noiembrie 2023, este următoarea:
|  | Partid                                        | Consilieri | Componență | Componență | Componență | Componență | Componență | Componență | Componență |
|  | --------------------------------------------- | ---------- | ---------- | ---------- | ---------- | ---------- | ---------- | ---------- | ---------- |
|  | Partidul Dezvoltării și Consolidării Moldovei | 7          |            |            |            |            |            |            |            |
|  | Platforma Demnitate și Adevăr                 | 1          |            |            |            |            |            |            |            |
|  | Partidul Acțiune și Solidaritate              | 1          |            |            |            |            |            |            |            |